# USMG5
USMG5 (англ. Up-regulated during skeletal muscle growth 5 homolog (mouse)) – білок, який кодується однойменним геном, розташованим у людей на 10-й хромосомі. Довжина поліпептидного ланцюга білка становить 58 амінокислот, а молекулярна маса — 6 458.
| 10         |  | 20         |  | 30         |  | 40         |  | 50         |
| ---------- |  | ---------- |  | ---------- |  | ---------- |  | ---------- |
| MAGPESDAQY |  | QFTGIKKYFN |  | SYTLTGRMNC |  | VLATYGSIAL |  | IVLYFKLRSK |
| KTPAVKAT   |  |            |  |            |  |            |  |            |

A: Аланін

C: Цистеїн

D: Аспарагінова кислота

E: Глутамінова кислота

F: Фенілаланін

G: Гліцин

I: Ізолейцин

K: Лізин

L: Лейцин

M: Метіонін

N: Аспарагін

P: Пролін

Q: Глутамін

R: Аргінін

S: Серин

T: Треонін

V: Валін

Задіяний у такому біологічному процесі, як ацетилювання. 
Локалізований у мембрані, мітохондрії.